# Oenothalia inornata
Oenothalia inornata är en fjärilsart som beskrevs av W. Warren 1908. Oenothalia inornata ingår i släktet Oenothalia och familjen mätare. Inga underarter finns listade i Catalogue of Life.